# Sparednjak
 Sparednjak  falu Horvátországban, Károlyváros megyében. Közigazgatásilag Szluinhoz tartozik.

## Fekvése
Károlyvárostól 26 km-re délre, községközpontjától 16 km-re északra a Kordun területén fekszik.

## Története
1857-ben 70, 1910-ben 77 lakosa volt. Trianonig Modrus-Fiume vármegye Szluini járásához tartozott. 2011-ben a falunak 3  lakosa volt.

## Lakosság
| Lakosság változása | Lakosság változása | Lakosság változása | Lakosság változása | Lakosság változása | Lakosság változása | Lakosság változása | Lakosság változása | Lakosság változása | Lakosság változása | Lakosság változása | Lakosság változása | Lakosság változása | Lakosság változása | Lakosság változása | Lakosság változása |
| ------------------ | ------------------ | ------------------ | ------------------ | ------------------ | ------------------ | ------------------ | ------------------ | ------------------ | ------------------ | ------------------ | ------------------ | ------------------ | ------------------ | ------------------ | ------------------ |
| 1857               | 1869               | 1880               | 1890               | 1900               | 1910               | 1921               | 1931               | 1948               | 1953               | 1961               | 1971               | 1981               | 1991               | 2001               | 2011               |
| 70                 | 70                 | 79                 | 98                 | 84                 | 77                 | 76                 | 91                 | 70                 | 65                 | 62                 | 57                 | 0                  | 0                  | 6                  | 3                  |